# Ostrov u Bezdružic
Ostrov u Bezdružic (do roku 1950 jen Ostrov) je obec v okrese Plzeň-sever v Plzeňském kraji. Žije v ní 195 obyvatel. Obec je členem sdružení MAS Český Západ.

## Historie
První písemná zmínka o obci pochází z roku 1483.

## Obyvatelstvo
| Rok            | 1869 | 1880 | 1890 | 1900 | 1910 | 1921 | 1930 | 1950 | 1961 | 1970 | 1980 | 1991 | 2001 | 2011 | 2021 |
| -------------- | ---- | ---- | ---- | ---- | ---- | ---- | ---- | ---- | ---- | ---- | ---- | ---- | ---- | ---- | ---- |
| Počet obyvatel | 497  | 574  | 574  | 538  | 536  | 556  | 571  | 258  | 263  | 254  | 239  | 198  | 203  | 195  | 193  |
| Počet domů     | 78   | 86   | 85   | 90   | 89   | 91   | 103  | 85   | 64   | 64   | 59   | 61   | 70   | 75   | 74   |

## Obecní správa
Mezi lety 1850–1879 Ostrov u Bezdružic patřil jako osada obce k Pláni v okrese Teplá. V letech 1880–1985 byl obcí v okrese Teplá (1880–1890), posléze v okrese Planá (1900–1930), poté v okrese Stříbro (1950) a později v okrese Plzeň-sever. Od 1. ledna 1986 do 31. prosince 1991 patřil jako část obce ke Krsům a od 1. ledna 1992 je opět samostatnou obcí.

### Části obce
- Ostrov u Bezdružic
- Krsov
- Pláň

V letech 1961–1985 k obci patřil i Blažim.

## Doprava
V obci má zastávku autobus, kde zastavují autobusové linky ve směru Plzeň CAN, Stříbro aj.

## Pamětihodnosti
Jihozápadně od vesnice se nad Úterským potokem nachází pozůstatky pravěkého a raně středověkého hradiště označovaného Ostrov u Bezdružic.